# Giovanni Viafora
Giovanni Viafora (Cosenza, 1870 - New-York, 15 juin 1930) est un photographe et dessinateur italien.

## Biographie
Giovanni Viafora a travaillé pour les principaux journaux de New York, dont le New York Times . Ses portraits ont été rassemblés dans le livre Maschere , éditions Brentano 1924. Le Metropolitan Theatre de New York conserve toujours les cartes postales de conception de l'artiste.
Il épouse à Rome en 1899 la soprano Gina Ciaparelli-Viafora, professeure de chant d'Enrico Caruso. Le couple s'installe à New York en 1901. Directeur de Columbia Records, le 21 Février 1907, lors de la tournée de Giacomo Puccini aux Etats-Unis, il a enregistré la voix du compositeur et celle de sa femme, maintenant reproduite dans un CD commémoratif des plus grands interprètes de Puccini.

## Collections
- New York Public Library

## Sources
- (it) Cet article est partiellement ou en totalité issu de l’article de Wikipédia en italien intitulé « Giovanni Viafora » (voir la liste des auteurs).